# 131-es főút
131-es főút (ungarisch für ‚Hauptstraße 131‘) ist eine ungarische Hauptstraße und die westliche Umgehungsstraße von Komárno.
Ihre Gesamtlänge beträgt 3,8 Kilometer.